# Ciclo del gliossilato

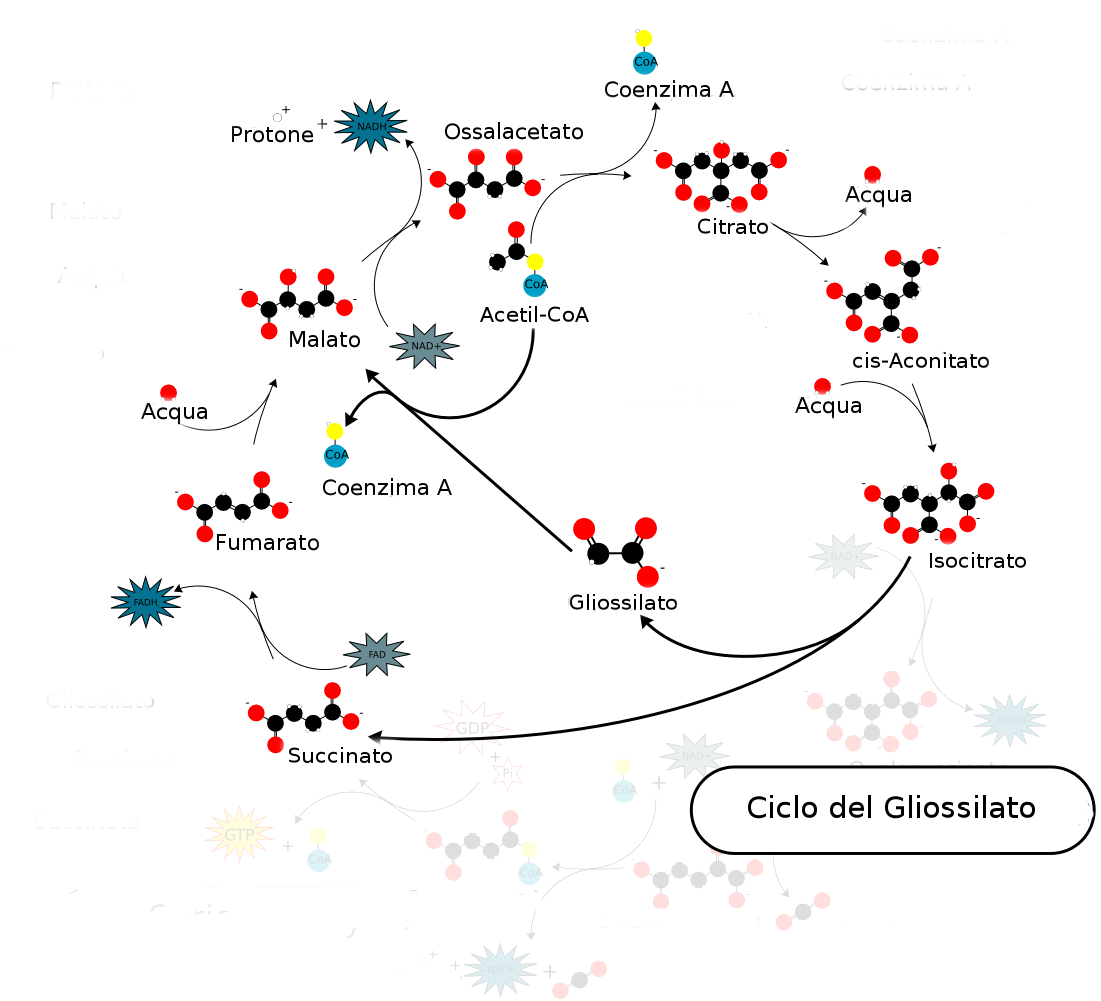
Schema del ciclo del gliossilato

Il ciclo del gliossilato è un pathway metabolico tipico delle piante e di alcuni microrganismi. Questo processo permette loro di produrre carboidrati a partire da substrati lipidici, cosa impossibile per il resto degli organismi viventi, ed in particolare per i vertebrati.
Tutto ha inizio dall'acetil-CoA prodotto dalla beta-ossidazione che può essere utilizzato in vari modi dai processi metabolici delle cellule vegetali. Per quanto riguarda il catabolismo, questo composto può essere utilizzato nel ciclo degli acidi tricarbossilici oppure può entrare direttamente nel gliossisoma nella serie di reazioni che prende il nome di ciclo del gliossilato. Nel complesso in ogni ciclo sono utilizzate due molecole di acetil-CoA, con la produzione di una molecola di succinato che esce dal gliossisoma ed entra nel mitocondrio dove viene convertito prima in fumarato e poi in malato con le stesse reazioni che fanno parte del ciclo degli acidi tricarbossilici.
Nelle piante, il ciclo del gliossilato ha luogo in speciali perossisomi, chiamati gliossisomi.

## Aspetti generali
I vertebrati degradano gli acidi grassi in numerose molecole da due atomi di carbonio contenenti gruppi acetili. Queste regioni sono in grado di legare il gruppo tiolico del coenzima A, divenendo in grado di entrare nel ciclo di Krebs, dove vengono completamente ossidate ad anidride carbonica, poi eliminata come prodotto di scarto. In questo modo, la cellula è in grado di ottenere energia dai lipidi.
Molte cellule dell'organismo, in ogni caso, richiedono il glucosio come fonte energetica esclusiva. Esso può provenire sia dalla sintesi, che può essere processato per fini energetici attraverso la glicolisi oppure conservato in molecole polisaccaridiche come il glicogeno.
La gluconeogenesi è un pathway in grado di generare una molecola di glucosio a partire da piccoli metaboliti come il piruvato, il lattato ed il glicerolo. Il piruvato, in particolare, può essere convertito ad ossalacetato, quindi a fosfoenolpiruvato. Attraverso altre nove reazioni (sette delle quali sono le stesse coinvolte nella glicolisi, ma in senso inverso) viene sintetizzata una molecola di glucosio a partire da due di piruvato.
L'ossalacetato, altra molecola da cui può avviarsi la gluconeogenesi, è coinvolto anche nel ciclo di Krebs (si tratta della molecola scelta per convenzione come inizio e fine del ciclo). Si potrebbe dunque ipotizzare che, a partire dall'acetato ed attraverso il ciclo di Krebs, la cellula sia in grado di produrre glucosio. Questo, in realtà, nella maggior parte degli organismi non avviene. Ciò è dovuto al fatto che il ciclo è essenzialmente unidirezionale: le molecole di acetil CoA che fanno il loro ingresso nel ciclo non possono dunque essere convertite ad ossalacetato, ma devono essere degradate, come detto, ad anidride carbonica. Ciò è dovuto essenzialmente all'assenza di due enzimi chiave, presenti esclusivamente negli organismi in grado di svolgere il ciclo del gliossilato: la isocitrato liasi e la malato sintasi.
Il ciclo del gliossilato, infatti, costituisce la soluzione individuata da tali organismi al problema. 
Nelle piante, i primi due passaggi di tale ciclo avvengono in perossisomi specializzati chiamati gliossisomi e sono del tutto simili a quelli che avvengono nel ciclo di Krebs, con produzione di citrato e di isocitrato, rifornita dalla produzione di acetil-CoA derivante dalla β-ossidazione iniziale degli acidi grassi a catena molto lunga. 
La tappa successiva, invece, vede la produzione di succinato e, insieme, di gliossilato, a partire da isocitrato, grazie all'attività dell'isocitrato liasi.
Il succinato è quindi esportato nei mitocondri e inserito nel ciclo di Krebs, per essere convertito a malato, che è esportato nel citosol e qui convertito da una malato deidrogenasi citosolica ad ossalacetato, intermedio della gluconeogenesi, che è una via metabolica interamente citosolica. 
Parallelamente, il gliossilato che si era formato assieme al succinato nei perossisomi si combina con acetil-CoA per riprodurre malato e garantire la continuità del ciclo del gliossilato, grazie alla malato sintasi.
Il risultato netto di ciò, dunque, consiste nella produzione di glucosio a partire da acidi grassi, poiché rispetto al ciclo di Krebs vengono bypassati i passaggi enzimatici che producevano due molecole di anidride carbonica dai due atomi di carbonio qui utilizzati per la gluconeogenesi essendo essi ora in sovrannumero rispetto a quelli richiesti dal ciclo di Krebs.